# After
After är en amerikansk romantisk dramafilm från 2019 i regi av Jenny Gage samt baserad på den första boken i bokserien med samma namn av Anna Todd. I huvudrollerna syns Josephine Langford och Hero Fiennes Tiffin som Tessa Young och Hardin Scott, och i övriga roller syns Selma Blair, Inanna Sarkis, Shane Paul McGhie, Pia Mia, Khadijha Red Thunder, Dylan Arnold, Samuel Larsen, Jennifer Beals och Peter Gallagher. Filmen hade sin officiella premiär den 12 april 2019.
After har efter sin premiär fått tre stycken uppföljare: After We Collided från 2020, After We Fell från 2021 och After Ever Happy från 2022. En femte film, After Everything, hade internetpremiär i oktober 2023.

## Handling
Tessa (Josephine Langford) är en 18-årig tjej som går på college, lever ett lugnt liv, har utmärkta betyg och en städad pojkvän. Hon är ambitiös och har alltid planerat saker i god tid – tills hon möter den kaxige Hardin (Hero Fiennes Tiffin), som har för många tatueringar och piercingar och en mörk hemlighet i bagaget. Tessa faller för Hardin och de inleder ett stökigt förhållande som helt förändrar hennes framtidsplaner.

## Rollista
- Josephine Langford – Tessa Young
- Hero Fiennes Tiffin – Hardin Scott
- Selma Blair – Carol Young
- Inanna Sarkis – Molly Samuels
- Shane Paul McGhie – Landon Gibson
- Khadijha Red Thunder – Steph Jones
- Pia Mia – Tristan
- Samuel Larsen – Zed Evans
- Dylan Arnold – Noah Porter
- Jennifer Beals – Karen Scott
- Peter Gallagher – Ken Scott

Från början var det tänkt att Julia Goldani Telles skulle spela rollen som Tessa men hon lämnade produktionen strax innan inspelningarna skulle sätta igång i juli 2018. Kort efter Telles avhopp från filmen blev Josephine Langford castad till denna roll och blev därmed den nya Tessa.